# Naos
Naos (gr.: Ναός) ili cela (lat. cella) u antičkoj arhitekturi je najveći i glavni prostor u hramu, svetište gdje se nalazi kip božanstva kojem je posvećen hram. Četverokutnog je oblika, a svjetlo prima na ulaznim vratima.
U kršćanskim crkvama to je glavni brod. 
Cela je postala korijenom riječi "ćelija" koja je označavala monašku osobnu prostoriju u samostanu, a kasnije i zatvorsku prostoriju, te od 17. stoljeća i sinonim za stanicu u biologiji.